# 아카호야 대분화
아카호야 분화 또는 키카이-아카호야 분화(일본어: 鬼界アカホヤ火山灰)는 일본 규슈의 키카이 칼데라에서 약 기원전 5250년에 발생한 가장 강력한 화산 분화이다. 이 분화는 332–457 km3 (80–110 cu mi)의 화산 물질을 분출하여 화산 폭발 지수(VEI) 7을 기록했다.

## 배경
키카이 칼데라는 약 94,000년 전 더 작은 규모의 나가세 분화를 일으켰고, 그보다 앞서 약 140,000년 전에는 코아비야마 분화가 있었다.:{{{1}}}

## 분화 과정
키카이 칼데라에서는 16~9 cal ka BP 사이의 K–Km 테프라 층에서 화산 활동의 증거가 있다.:{{{1}}} 다케시마 이류 산사태에 이어 나가하마 용암(NgL)과 헤이케조 화산재(K–Hj) 사건이 분화에 선행되었다.:{{{1}}} 그 후 VEI 6의 플리니식 분화 (K–KyP)가 시작되어 고야(후나쿠라) 경석 낙하를 분출했다. 이 분출은 최소 28시간 동안 지속되었다.:235 이 플리니식 분화의 후반부에는 화산 기둥이 붕괴하고 내부 플리니식 흐름인 후나쿠라 화산쇄설류 (K–Fn)가 발생했다.:{{{1}}} K-KyP와 K-Fn의 총 부피는 40 km3 (9.6 cu mi)로 추정된다.:{{{1}}} 이어서 VEI 7의 최종 칼데라 형성 아카호야 수증기성 플리니식 분화가 빠르게 뒤따랐다. 이 분화는 마그마와 바닷물의 접촉으로 인해 거대한 화산 기둥이 형성되면서 발생했다. 고야(다케시마) 화산쇄설류는 대규모 화산쇄설류로 이그님브라이트 (K–Ky)를 퇴적시켰고, 광범위한 테프라인 키카이-아카호야 화산재 (K–Ah)는 혼슈, 오키나와, 한반도 남부를 뒤덮었다.:{{{1}}} 이 분화의 결과 키카이 화산에 20 km × 17 km (12 mi × 11 mi) 크기의 이중 칼데라가 형성되었다.:{{{1}}}
후나쿠라 화산쇄설류 이후, 고야 화산쇄설류가 발생하기 전에 키카이 칼데라 근처에서 큰 지진 (Ah1)이 발생했다. 이로 인해 야쿠섬과 다네가섬에서 큰 지진동이 일어나 토양액상화가 발생했다.:{{{1}}}:{{{1}}} 또한 키카이-아카호야 화산재가 떨어지는 동안 두 번째 큰 지진 (Ah2)이 발생하여 사쓰마반도와 오스미반도에서 토양액상화가 발생했다.:{{{1}}}:{{{1}}}
분화가 끝날 무렵 또는 그 직후 거대해일이 발생했다. 일본 서부 해안을 따라 넓은 지역에 쓰나미 퇴적물이 형성되었는데, 특히 분화에 더 가까운 지역과는 달리 쓰나미 이후 키카이-아카호야 테프라가 퇴적된 300 km 떨어진 곳까지 분명하게 나타났다.:335 쓰나미의 원인은 잘 이해되지 않지만, 시점을 고려할 때 칼데라 가장자리의 붕괴 가능성이 제기되었다.:335

### 퇴적물
분화의 총 부피는 현재 133–183 km3 (32–44 cu mi) DRE로 추정되며, 이는 이전 추정치의 약 두 배에 달한다. 이때 헤드라인의 부피 추정치 332–457 km3 (80–110 cu mi)는 경석과 같은 가벼운 퇴적물과 관련이 있으며,:{{{1}}} DRE 계산에 사용되는 일반적인 용암과는 다르다. 분화는 부분적으로 수중에서 발생했으며, 그 특성을 완전히 이해하기 위해서는 화산쇄설성 밀도류의 일부가 수중 밀도류로 변형되어 총 71 km3 (17 cu mi)의 해저 퇴적물 부피에 기여했다는 사실을 깨달아야 했다. 칼데라 바닥 자체는 해수면 아래 300~500 m 지점에 있으며,(pp.  99 ) 연구하기 쉬운 대부분의 육상 퇴적물은 칼데라에서 약 40 km 떨어진 곳부터 시작된다.:337 분화 깊이의 중요성은 해저에 달라붙는 밀도류가 얕은 수중 환경에서는 설명되지 않기 때문이다. 육상에는 5 km3 (1.2 cu mi)의 이그님브라이트 퇴적물이 존재하며, 현재 4,500 km2 (1,700 mi2) 면적을 덮는 것으로 알려진 광범위한 테프라의 부피는 249–374 km3 (60–90 cu mi)이다. 주 분출 이그님브라이트는 대부분 건조하므로, 모든 주 분출이 수중에 남아 있거나 수중에 있었던 분출구에서 발생한 것은 아니다.:{{{1}}} 주로 육상 테프라 퇴적물에 대한 이전 연구에서는 보정되지 않은 부피 추정치 150 km3 (36 cu mi)(pp.  105 )가 나중에 170 km3 (41 cu mi)로 증가되었다. 이들은 나중에 치밀암 등가 부피로 분석되어, 세 단계의 총 부피가 30–45 km3 (7.2–10.8 cu mi)로 추정되는 고야(다케시마) 화산쇄설류(K–Ky)는 DRE 부피 15–25 km3 (3.6–6.0 cu mi)가 할당되었다. 부피가 100 km3 (24 cu mi)인 키카이-아카호야 화산재(K–Ah)는 DRE 부피 50 km3 (12 cu mi)를 기록했다.:224 수중 밀도류의 존재가 이해되기 전까지는 7.2의 VRE가 추정되었으며, 총 DRE 부피는 70–80 km3 (17–19 cu mi)였다.:{{{1}}} 분화 당시 해수면은 현재보다 낮았겠지만, 천 년 이내에 현재 수준에 도달했을 것이다.:{{{1}}} 분화의 대부분을 공급한 마그마 방은 지표면 아래 3~7 km에 있는 것으로 추정된다.:{{{1}}}

## 연대 측정
고고학적으로는 7,300 cal. BP 조몬 시대 초기 단계로 연대가 측정되었으나, 방사성 탄소 연대 측정으로는 6,500 BP로 최근에 보정되지 않은 연대가 측정되기도 했다. 현재 인정되는 여러 출처의 보정된 연대 측정은 7165년에서 7303년 BP 사이다.

## 영향
이 분화는 남부 규슈 초기 조몬 문화의 종말과 관련이 있지만, 그 영향은 뚜렷했지만 일부 논평에서 제시된 것만큼 크지는 않았다. 니시노조노 하위 유형 토기 전통은 분화 전후에도 규슈 전역에서 유지되었다. 회복에는 거의 1,000년이 걸렸다. 북부 규슈, 혼슈 및 홋카이도와 같이 멀리 떨어진 곳에 살던 조몬인은 살아남았지만, 한동안 주로 해양 식량원에 의존해야 했다고 추정된다.
남규슈의 초기 조몬 문화의 운명은 또 다른 대규모 화산 분화의 결과로 끝났을 수 있는 미노스 문명의 몰락과 완전히 일치하지는 않는다.
이러한 사건은 기존 문화가 빠르게 그리고 완전히 사라지는 이야기가 담긴 문화적 전통에 더 많은 신빙성을 부여한다. 그러나 이 두 몰락이 세계의 매우 다른 지역에서 (홀로세) 인류 역사에서 일어났지만, 둘 다 일부 연구에서 제시하는 것보다 점진적인 시간 척도를 가졌으므로 관련된 모든 메커니즘에 대한 대안적 제안이 가능하다. 관련 문제들은 인간 문화 발전과 화산 위험에 대한 사회적 인식 모두에 대한 화산 활동의 영향에 대한 심층 연구로 이어졌다.